# Campionato FIA di Formula 3 nordamericana 2018
Il Campionato FIA di Formula 3 nordamericana 2018 è la prima edizione di questo campionato, che fa parte del progetto FIA di Campionati di F3 regionali che hanno l'obiettivo di creare un livello intermedio tra i campionati di Formula 4 e il Campionato FIA di Formula 3 internazionale.

## La prestagione

### Calendario
Il calendario della prima stagione comprende sei appuntamenti per un totale di 17 gare ciascuno, ed è stato annunciato il 9 maggio 2018.
| Gara | Gara | Circuito                              | Date            |
| ---- | ---- | ------------------------------------- | --------------- |
| 1    | 1    | Pittsburgh International Race Complex | 4-5 agosto      |
| 1    | 2    | Pittsburgh International Race Complex | 4-5 agosto      |
| 1    | 3    | Pittsburgh International Race Complex | 4-5 agosto      |
| 2    | 4    | Mid-Ohio Sports Car Course            | 10-11 agosto    |
| 2    | 5    | Mid-Ohio Sports Car Course            | 10-11 agosto    |
| 2    | 6    | Mid-Ohio Sports Car Course            | 10-11 agosto    |
| 3    | 7    | New Jersey Motorsports Park           | 15-16 settembre |
| 3    | 8    | New Jersey Motorsports Park           | 15-16 settembre |
| 3    | 9    | New Jersey Motorsports Park           | 15-16 settembre |
| 4    | 10   | Road Atlanta                          | 22-23 settembre |
| 4    | 11   | Road Atlanta                          | 22-23 settembre |
| 4    | 12   | Road Atlanta                          | 22-23 settembre |
| 5    | 13   | NOLA Motorsports Park                 | 13-14 ottobre   |
| 5    | 14   | NOLA Motorsports Park                 | 13-14 ottobre   |
| 5    | 15   | NOLA Motorsports Park                 | 13-14 ottobre   |
| 6    | 16   | Circuito delle Americhe               | 20-21 ottobre   |
| 6    | 17   | Circuito delle Americhe               | 20-21 ottobre   |

## Team e Piloti
Di seguito le squadre e i piloti che partecipano alla prima stagione della categoria:
| Team                 | Pilota                 | Gare   |
| -------------------- | ---------------------- | ------ |
| Abel Motorsports     | Kyle Kirkwood          | Tutte  |
| Abel Motorsports     | Jacob Abel             | 3-6    |
| Global Racing Group  | Baltazar Leguizamón    | 1-     |
| Global Racing Group  | Benjamin Pedersen      | 2, 4-6 |
| Global Racing Group  | Parker Locke           | 4-6    |
| Importante Autosport | Peter Portante         | 1      |
| Southern Motorsports | John Paul Southern Jr. | Tutte  |
| Howard Motorsports   | David Glassman         | 5      |

## Risultati e classifiche[10]

### Gare
| Round | Round | Circuito                              | Pole Position       | Giro veloce       | Pilota vincitore    | Team vincitore      |
| ----- | ----- | ------------------------------------- | ------------------- | ----------------- | ------------------- | ------------------- |
| 1     | 1     | Pittsburgh International Race Complex | Baltazar Leguizamón | Kyle Kirkwood     | Kyle Kirkwood       | Abel Motorsport     |
| 1     | 2     | Pittsburgh International Race Complex |                     | Kyle Kirkwood     | Kyle Kirkwood       | Abel Motorsport     |
| 1     | 3     | Pittsburgh International Race Complex |                     | Kyle Kirkwood     | Kyle Kirkwood       | Abel Motorsport     |
| 2     | 4     | Mid-Ohio Sports Car Course            | Kyle Kirkwood       | Kyle Kirkwood     | Kyle Kirkwood       | Abel Motorsport     |
| 2     | 5     | Mid-Ohio Sports Car Course            |                     | Kyle Kirkwood     | Kyle Kirkwood       | Abel Motorsport     |
| 2     | 6     | Mid-Ohio Sports Car Course            |                     | Kyle Kirkwood     | Kyle Kirkwood       | Abel Motorsport     |
| 3     | 7     | New Jersey Motorsports Park           | Kyle Kirkwood       | Kyle Kirkwood     | Kyle Kirkwood       | Abel Motorsport     |
| 3     | 8     | New Jersey Motorsports Park           |                     | Kyle Kirkwood     | Kyle Kirkwood       | Abel Motorsport     |
| 3     | 9     | New Jersey Motorsports Park           |                     | Kyle Kirkwood     | Baltazar Leguizamón | Global Racing Group |
| 4     | 10    | Road Atlanta                          | Kyle Kirkwood       | Kyle Kirkwood     | Kyle Kirkwood       | Abel Motorsport     |
| 4     | 11    | Road Atlanta                          |                     | Kyle Kirkwood     | Kyle Kirkwood       | Abel Motorsport     |
| 4     | 12    | Road Atlanta                          |                     | Parker Locke      | Kyle Kirkwood       | Abel Motorsport     |
| 5     | 13    | NOLA Motorsports Park                 | Kyle Kirkwood       | Kyle Kirkwood     | Baltazar Leguizamón | Global Racing Group |
| 5     | 14    | NOLA Motorsports Park                 |                     | Kyle Kirkwood     | Kyle Kirkwood       | Abel Motorsport     |
| 5     | 15    | NOLA Motorsports Park                 |                     | Kyle Kirkwood     | Kyle Kirkwood       | Abel Motorsport     |
| 6     | 16    | Circuito delle Americhe               | Kyle Kirkwood       | Kyle Kirkwood     | Kyle Kirkwood       | Abel Motorsport     |
| 6     | 17    | Circuito delle Americhe               |                     | Benjamin Pedersen | Kyle Kirkwood       | Abel Motorsport     |

### Sistema di punteggio
| Posizione | 1º | 2º | 3º | 4º | 5º | 6º | 7º | 8º | 9º | 10º |
| Punti     | 25 | 18 | 15 | 12 | 10 | 8  | 6  | 4  | 2  | 1   |

### Classifica Piloti
| Pos | Pilota                 | PIT | PIT | PIT | MDO | MDO | MDO | NJM | NJM | NJM | ROA | ROA | ROA | NOL | NOL | NOL | COTA | COTA | Punti |
| --- | ---------------------- | --- | --- | --- | --- | --- | --- | --- | --- | --- | --- | --- | --- | --- | --- | --- | ---- | ---- | ----- |
| 1   | Kyle Kirkwood          | 1   | 1   | 1   | 1   | 1   | 1   | 1   | 1   | 2   | 1   | 1   | 1   | 4   | 1   | 1   | 1    | 1    | 405   |
| 2   | Baltazar Leguizamón    | 2   | 2   | 2   | 3   | 3   | 2   | 2   | 4   | 1   | 2   | 3   | 3   | 1   | 2   | 2   | 5    | NP   | 276   |
| 3   | Benjamin Pedersen      |     |     |     | 2   | 2   | 3   |     |     |     | 3   | 2   | 2   | 2   | 3   | 4   | 2    | 2    | 183   |
| 4   | Jacob Abel             |     |     |     |     |     |     | 3   | 3   | 3   | 5   | 4   | 4   | Rit | 5   | 3   | 6    | 4    | 124   |
| 5   | John Paul Southern Jr. | 3   | Rit | 3   | Rit | 4   | 4   | 4   | 2   | Rit | Rit | NP  | NP  | Rit | NP  | Rit | 4    | 5    | 106   |
| 6   | Parker Locke           |     |     |     |     |     |     |     |     |     | 4   | 5   | Rit | 3   | 4   | 5   | 3    | 3    | 89    |
| 7   | Peter Portante         | 4   | Rit | Rit |     |     |     |     |     |     |     |     |     |     |     |     |      |      | 12    |
| NC  | David Glassman         |     |     |     |     |     |     |     |     |     |     |     |     | NP  | NP  | NP  |      |      | 0     |
| Pos | Pilota                 | PIT | PIT | PIT | MDO | MDO | MDO | NJM | NJM | NJM | ROA | ROA | ROA | NOL | NOL | NOL | COTA | COTA | Punti |

| Colore  | Risultato             |
| ------- | --------------------- |
| Oro     | Vincitore             |
| Argento | 2º posto              |
| Bronzo  | 3º posto              |
| Verde   | Finito a punti        |
| Blu     | Finito senza punti    |
| Viola   | Ritirato (Rit)        |
| Viola   | Non classificato (NC) |
| Rosso   | Non qualificato (NQ)  |
| Nero    | Squalificato (SQ)     |
| Bianco  | Non partito (NP)      |
| Bianco  | Non ha gareggiato     |
| Bianco  | Infortunato (INF)     |
| Bianco  | Escluso (ES)          |
| Bianco  | Gara cancellata (C)   |

### Classifica Team
| Pos. | Team                 | Punti |
| ---- | -------------------- | ----- |
| 1    | Abel Motorsport      | 529   |
| 2    | Global Racing Group  | 479   |
| 3    | Southern Motorsport  | 106   |
| 4    | Importante Autosport | 12    |
| 5    | Howard Motorsport    | 0     |